# 登る女
『登る女』（のぼるおんな）は、2010年10月4日から2011年10月31日までBS日テレで毎週月曜日23:30 - 24:00（JT）に放送されていた紀行・ドキュメンタリー番組。隔週で新作放送。全22回。

## 概要
女性タレントがリーダーとなって仲間と共に日本各地の山々を登山する。大自然の魅力とともに「山ごはん」「山グッズ」など山登りのさまざまな楽しみ方も紹介していく。提供はドコモ（#1-13）、XEBIO Group（#3-6）。
第14回放送（2011年5月9日）から新シーズンとなり、番組メインキャストが小島聖から中山エミリに交替した。
第15回放送（2011年5月23日）は24:15より、第16回放送（2011年6月6日）は24:00よりの放送に変更されている。
2011年10月31日放送の「御岳山」の再放送で、第2期が終了。その後の再放送は数回あるが、第3期が新たにスタートするかは未定である。

## 出演者

### シーズン1
ナビゲーター
- 小島聖

| 山岳ガイド - 原紘二郎 - 長井淳 - 田平拓也 - 磯川暁 - 沼野健補 - 鈴木さとし その他 - 田脇総徳（#7・カヤックガイド） - 田渕義雄（#9・作家） | 同行者 - 金子夏子（番組スタイリスト） - 北山貴之（俳優） - 田中嵐洋（登山仲間） - 酒井美方子（スタイリスト） - 山路雄二（工芸家） - 赤松達哉 - 玉木綾香（田中の仕事仲間） - 野川かさね（写真家） - 小林百合子（編集者） |

### シーズン2
ナビゲーター
- 中山エミリ

| 山岳ガイド - 鈴木さとし - 武田佐和子 - 豊田嘉英 - 菅野由起子 - 南元延彦 - 渡辺佐智 - 髙木律子 その他 - 山口雅史（#1・フライ・フィッシングインストラクター） - 半澤順子（#15・ヨガインストラクター） - 久保田美紀（#16・富士見町を観光案内） | 同行者 - 海野綾子（アウトドアメーカー勤務） - ダレアレ悟（中山の事務所の後輩タレント） - 鈴木ともこ（コミックエッセイスト） |

## スタッフ
- ナレーション：堀秀行（#1,2）、今泉清保（#3,4,8-15）、私市淳（#5-7）、織田優成（#16-22）
- CAM：津田欣吾、高城亮、大鋸玄記
- 企画：上田暁子（プレシディオ）
- スタイリスト：金子夏子（#1-13）、杉山裕治（#14-）
- 撮影協力：青二プロダクション、オフィスワタナベ ブレスユー、さかいやスポーツ、コロンビア・スポーツウェア、山と渓谷社
- 技術協力：Break time、千代田ビデオ 3one、エル・アールサウンド、青二プロダクション、エフエフ東放
- ディレクター：安部立哉、冨沢秀夫、安東剛志、下元元
- 総合演出：冨沢秀夫、安部立哉、安東剛志、下元元
- アシスタントプロデューサー：小田裕紀彦（#14-）
- プロデューサー：加瀬岳史、上田暁子（ともにプレシディオ）、飯田政夫（ジーズ・コーポレーション）、小田裕紀彦
- チーフプロデューサー：佐藤明香（BS-日テレ）
- 制作協力：ジーズ・コーポレーション
- 企画制作：プレシディオ
- 製作著作：BS日テレ

## 放送局
| 放送対象地域 | 放送局         | 系列           | 放送期間                                                      | 放送時間           | 備考                          |
| ------------ | -------------- | -------------- | ------------------------------------------------------------- | ------------------ | ----------------------------- |
| 全国放送     | BS日テレ       | BSデジタル放送 | 2010年10月4日 - 2011年10月31日                                | 月曜 23:30 - 24:00 | 制作局                        |
| 岩手県       | テレビ岩手     | 日本テレビ系列 | 2011年10月14日 - 2012年8月10日                                | 金曜 15:55 - 16:25 | 毎週放送ではない              |
| 福島県       | 福島中央テレビ | 日本テレビ系列 | 2012年3月21日 - 6月27日（1st） 2012年8月5日 - 11月21日（2nd） | 水曜 10:55 - 11:25 |                               |
| 兵庫県       | サンテレビ     | 独立局         | 2011年10月1日 - 12月30日                                      | 土曜 20:54 - 21:24 | 1年遅れ・1stのみ              |
| 岐阜県       | 岐阜放送       | 独立局         | 2012年7月20日 - 8月31日                                       | 金曜 13:00 - 13:30 | #2-6（8月3日-31日）は毎週放送 |
| 栃木県       | とちぎテレビ   | 独立局         | 2013年1月6日 - 5月27日                                        | 月曜19:00 - 19:30  |                               |
| 神奈川県     | tvk            | 独立局         | 2013年4月1日 -                                                | 月曜 19:30 - 20:00 |                               |
| 京都府       | KBS京都        | 独立局         | 2013年4月8日 -                                                | 月曜 24:00 - 24:30 |                               |

## DVD
発売日：2011年6月24日　販売元：オデッサ・エンタテインメント　発売元：BS日本/発売協力：プレシディオ
| タイトル                        | 本編収録回 | 時間                                 | 仕様     |
| ------------------------------- | ---------- | ------------------------------------ | -------- |
| 登る女 DVD-BOX                  | 第1-13回   | 約426分（本編+特典映像約101分）      | DVD4枚組 |
| 登る女 富士山・立山編           | 第1-4回    | 約115分（本編100分＋特典映像約15分） | DVD1枚組 |
| 登る女 屋久島編                 | 第5-7回    | 約106分（本編75分＋特典映像約31分）  | DVD1枚組 |
| 登る女 瑞牆山・金峰山・南尾瀬編 | 第8-10回   | 約105分（本編75分＋特典映像約30分）  | DVD1枚組 |
| 登る女 八ヶ岳編                 | 第11-13回  | 約100分（本編75分＋特典映像約25分）  | DVD1枚組 |

## 備考
- 第1期メインキャストの小島聖は、両親が登山好きだったことから子供の頃から山登りに親しみ、これまでにヒマラヤ・トレッキング（ゴーキョ・ピーク）やペルーのチチカカ湖 などを旅している[14]。ちなみに名前の「聖」は父親が好きな“聖岳”に由来する[15]。
- 第2期メインキャストの中山エミリは、登山経験が「小学生のときの富士登山と高校時代の菅平高原ぐらい」の初心者である[16]。
- 2011年7月・8月は当番組に代わり心霊番組『見てはいけないTV』が期間限定放送された（全6週）。